# Municipio de Cocula (Guerrero)
El municipio de Cocula es uno de los 85 municipios que conforman el estado de mexicano de Guerrero. Forma parte de la región Norte de la entidad y su cabecera es la población de Cocula.

## Geografía

### Localización y extensión
El municipio de Cocula se localiza en la zona centro-norte del estado de Guerrero, en la región Norte y en la coordenadas geográficas 17°59′ de latitud norte y lo 99°38′ y 99°50′ de longitud oeste. Posee una extensión territorial de 339.2 kilómetros cuadrados y sus colindacias son; al norte con el municipio de Iguala de la Independencia y el municipio de Teloloapan; al este con el municipio de Tepecuacuilco de Trujano; al sur con el municipio de Eduardo Neri y al oeste con el municipio de Cuetzala del Progreso.

## Demografía

### Población
Según el II Conteo de Población y Vivienda efectuado por el Instituto Nacional de Estadística y Geografía en 2005, el municipio contaba hasta entonces con un total de 13 884 habitantes, dividiéndose 6507 en hombres y 7377 en mujeres.

### Localidades
En el censo de 2020 el municipio de Cocula contaba con 27 localidades.
| Código INEGI    | Localidad                  | Población (2020) |
| --------------- | -------------------------- | ---------------- |
| 120170001       | Cocula                     | 3 637            |
| 120170004       | Apipilulco                 | 2 297            |
| 120170029       | Nuevo Balsas               | 2 226            |
| 120170006       | Atzcala                    | 999              |
| 120170005       | Atlixtac                   | 907              |
| 120170020       | Tlanipatlán                | 705              |
| 120170055       | Colonia Vicente Guerrero   | 669              |
| 120170003       | Apango                     | 531              |
| 120170053       | La Fundición               | 476              |
| 120170014       | Tijuanita                  | 415              |
| 120170016       | Puente Río San Juan        | 403              |
| 120170013       | Mohonera                   | 347              |
| 120170017       | El Real del Limón          | 304              |
| 120170019       | Tecomatlán                 | 295              |
| 120170021       | Colonia Tomás Gómez        | 275              |
| 120170002       | Acalmantlila               | 273              |
| 120170023       | Xonacatla                  | 201              |
| 120170011       | El Machito de las Flores   | 165              |
| 120170009       | Cuetzala de la Reforma     | 143              |
| 120170018       | San Nicolás                | 112              |
| 120170012       | Las Mesas                  | 108              |
| 120170032       | La Concepción              | 65               |
| 120170052       | Los Laureles               | 10               |
| 120170044       | Las Juntas                 | 7                |
| 120170033       | Campo Arroz Viejo          | 6                |
| 120170034       | La Hacienda de Tepozonalco | 2                |
| 120170054       | La Mesa                    | 1                |
| Total municipal | Total municipal            | 15 579           |

## Economía
La mina de oro El Limón-Guajes, operada por la canadiense Torex Gold, se encuentra en el municipio. Forma parte del Cinturón Dorado de Guerrero.

## Política

### Representación legislativa
Para la elección de diputados locales al Congreso de Guerrero y de diputados federales a la Cámara de Diputados federal, el municipio de Cocula se encuentra integrado en los siguientes distritos electorales:
Local:
- Distrito electoral local de 20 de Guerrero con cabecera en Teloloapan.[6]

Federal:
- Distrito electoral federal 1 de Guerrero con cabecera en Ciudad Altamirano.[7]